# Sympagohydra tuuli
Sympagohydra tuuli is een hydroïdpoliep uit de familie Protohydridae. De poliep komt uit het geslacht Sympagohydra. Sympagohydra tuuli werd in 2008 voor het eerst wetenschappelijk beschreven door Piraino, Blum, Gradinger & Boero. 